# Terminalia mollis
Terminalia mollis là một loài thực vật có hoa trong họ Trâm bầu. Loài này được M.A.Lawson miêu tả khoa học đầu tiên năm 1871.